# 巴涅-露西·奧布拉克站
巴涅-露西·奧布拉克站（法語：Bagneux–Lucie Aubrac）是巴黎地鐵4號線的南端終點站。車站於2022年1月13日由法國總理讓·卡斯泰宣佈啟用。延線總耗資為4.06億歐元。
車站由LIN（Finn Geipel及Giulia Andi）設計並設有月台幕門，是4號線自動化工程的一部分，預計2022年完工。車站設有兩處由街頭藝人C215繪製關於露西·奧布拉克的藝術品。
在規劃期間，此站名為巴涅站。在公眾投票後，車站改以第二次世界大戰的法國抵抗運動成員露西·奧布拉克命名。
此站將於2025年與新的巴黎地鐵15號線換乘。此外有計劃在15號線車站完工後在車站附近建造環保城，可供超過2000人居住。

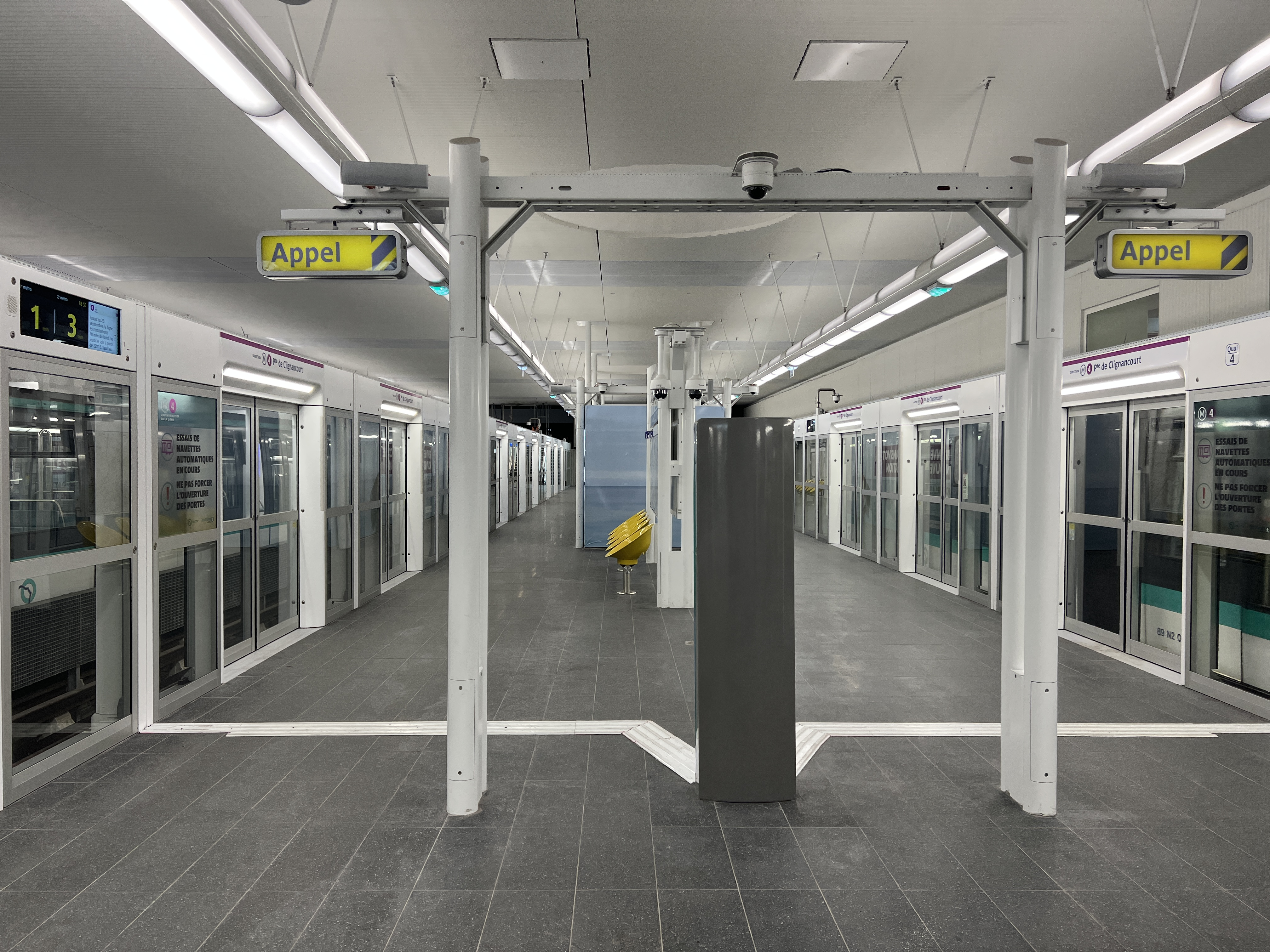
月台 (2022年7月)